# Karl-Heinz Beine
Karl-Heinz Beine, kurz Karl H. Beine (geb. 1951) ist ein deutscher Humanmediziner, Hochschullehrer und Sachbuchautor.

## Leben
Zunächst schloss Beine eine Lehre als Zentralheizungs- und Lüftungsbauer ab. Das Abitur legte er im Jahr 1973 am Abendgymnasium der Stadt Dortmund ab. Anschließend begann er das Studium der Sozial- und Literaturwissenschaften und danach das Studium der Medizin an der Westfälischen Wilhelms-Universität in Münster. Bereits im Jahr 1982 begann er in Gütersloh die nervenärztliche und psychotherapeutische Weiterbildung zum Facharzt. Mit der Dissertation Vergleichende Untersuchung der Wahrnehmung autistischer, geistig behinderter und normaler Kinder anhand eines Fragebogens ist er 1983 an der Westfälischen Wilhelms-Universität in Münster zum Doktor der Medizin promoviert worden. In dieser Zeit erfolgten erste Veröffentlichungen zu ethischen Fragestellungen, psychiatriehistorischen Themen sowie der so genannten Pflegeskandale. Weitere medizinwissenschaftliche Schwerpunkte waren: Besonderheiten von chronischen Krankheitsverläufen in der Psychiatrie, etwa zum veränderten subjektiven Zeiterleben und zur Gefährlichkeit. Anschließend nahm er eine Lehrtätigkeit an der Universität Witten/Herdecke auf.
Seit dem Jahr 1987 wirkte er als Facharzt für Neurologie und Psychiatrie. Von 1988 bis 1997 war Karl Beine als stellvertretender leitender Arzt an der Hans-Prinzhorn-Klinik in Hemer tätig. Zu Beginn der 1990er Jahre setzte er sich in mehreren Publikationen verstärkt mit Fragen der Krankenhausorganisation und des Personalbedarfs in der Psychiatrie aus.
Im Jahr 1997 erfolgte die Habilitation an der medizinischen Fakultät der Universität Witten/Herdecke mit der Habilitationsschrift Krankentötungen in Kliniken und Heimen und die Einstellung der Mitarbeiter in den Gesundheitsberufen zur aktiven Sterbehilfe. In Verbindung mit dieser Arbeit erfolgten mehrere Veröffentlichungen zur Euthanasie und deren Geschichte. Er veröffentlichte ebenfalls zu Fragen der Psychopharmakotherapie.
Von 1997 bis 1999 war er als leitender Arzt der Westfälischen Klinik für Psychiatrie, Psychotherapie, Psychosomatik und Neurologie in Gütersloh tätig. Im Jahr 1997 erfolgte die Berufung auf den Lehrstuhl für Psychiatrie und Psychotherapie an der Universität Witten/Herdecke. Seit dem 1. September 1999 ist Karl Beine als Chefarzt der Klinik für Psychiatrie und Psychotherapie am St. Marien-Hospital in Hamm tätig sowie außerplanmäßiger Professor an der Universität Witten/Herdecke.
Von 2002 bis 2010 war er ein Mitglied im Bundesvorstand der Deutschen Gesellschaft für Psychiatrie, Psychotherapie und Nervenheilkunde (DGPPN). Seit dem Jahr 2003 ist er ein Sprecher des Arbeitskreises der Chefärztinnen und Chefärzte von Kliniken für Psychiatrie und Psychotherapie an Allgemeinkrankenhäusern in Deutschland.
Seit 2019 ist Beine emeritierter Professor für Psychiatrie und Psychotherapie an der Universität Witten/Herdecke.

## Publikationen
- Vergleichende Untersuchung der Wahrnehmung autistischer, geistig behinderter und normaler Kinder anhand eines Fragebogens. Doktordissertation, Westfälische Wilhelms-Universität, Münster 1983.
- Krankentötungen in Kliniken und Heimen und die Einstellung der Mitarbeiter in den Gesundheitsberufen zur aktiven Sterbehilfe. Habilitationsschrift, Universität Witten/Herdecke, 1996.
- Sehen, Hören, Schweigen. Patiententötungen und aktive Sterbehilfe. Lambertus-Verlag, Freiburg im Breisgau 1998, ISBN 978-3-7841-1049-3.[3]
- Zur Geschichte der Euthanasie. In: Hubert Heilemann: Gewalt gegen psychisch Kranke. Gestern, heute und morgen? Zum Gedenken an die Opfer des Nationalsozialismus unter den psychisch Kranken und geistig behinderten Menschen (= Schriftenreihe der Bundesdirektorenkonferenz Psychiatrischer Krankenhäuser, Band 5). Roderer Verlag, Regensburg 2001, ISBN 978-3-89783-219-0, S. 41ff.
- Homicides of patients in hospitals and nursing homes. A comparative analysis of case series. In: International Journal of Law and Psychiatry. 26 (2003) S. 373–386 (engl., dt. Rezension)
- Morden gegen das Leiden. In: Deutsches Ärzteblatt 104 (2006), S. 2328–2332.
- als Mitautor: Menschenwürde an den Grenzen des Lebens. Sterbehilfe und Sterbebeistand im Widerstreit. Dialogverlag, Münster (Westfalen) 2007, ISBN 3-937961-60-7.
- Krankentötungen in Kliniken und Heimen. Aufdecken und Verhindern. Lambertus Verlag, Freiburg im Breisgau 2010, 397 Seiten, ISBN 978-3-7841-1973-1.  → zweite, überarbeitete Ausgabe: Lambertus Verlag, 2011, 427 Seiten, ISBN 978-3-7841-2059-1.
- Wie Helfer zu Tätern werden. In: Christiane Gelitz (Hrsg.): Profiler & Co. – Kriminalpsychologen auf den Spuren des Verbrechens. Schattauer Verlag, Stuttgart 2013, ISBN 978-3-7945-2962-9, S. 49–56.
- mit Jeanne Turczynski: Tatort Krankenhaus. Wie ein kaputtes System Misshandlungen und Morde an Kranken fördert. Droemer Knaur, München 2017, ISBN 978-3-426-27688-4.